# Malaeloa/Aitulagi
Malaeloa/Aitulagi – wieś w Samoa Amerykańskim; na wyspie Tutuila; 698 mieszkańców (2010).